# Nematostylis anthophylla
Nematostylis anthophylla är en måreväxtart som först beskrevs av Achille Richard och Dc., och fick sitt nu gällande namn av Henri Ernest Baillon. Nematostylis anthophylla ingår i släktet Nematostylis och familjen måreväxter. Inga underarter finns listade i Catalogue of Life.